# چارلز راندولف
چارلز راندولف (انگلیسی: Charles Randolph) یک فیلم‌نامه‌نویس و تهیه‌کننده اهل ایالات متحده آمریکا است. وی از سال ۲۰۰۱ میلادی تاکنون مشغول فعالیت بوده‌است.

## فیلم‌شناسی
| سال  | فیلم                                               | سمت(ها)               |
| ---- | -------------------------------------------------- | --------------------- |
| ۲۰۰۱ | Untitled Charles Randolph Project (فیلم تلویزیونی) | نویسنده و مدیر اجرایی |
| ۲۰۰۳ | زندگی دیوید گیل                                    | نویسنده               |
| ۲۰۰۵ | مترجم                                              | نویسنده               |
| ۲۰۰۹ | Tenderness                                         | تهیه‌کننده             |
| ۲۰۱۰ | عشق و داروهای دیگر                                 | نویسنده و تهیه‌کننده   |
| ۲۰۱۰ | The Wonderful Maladys (برنامه تلویزیونی)           | نویسنده و مدیر اجرایی |
| ۲۰۱۳ | The Missionary (فیلم تلویزیونی)                    | نویسنده و مدیر اجرایی |
| ۲۰۱۵ | بیگ شورت                                           | co-writer             |
| ۲۰۱۶ | Exposed (فیلم تلویزیونی)                           | نویسنده و مدیر اجرایی |